# Rajd Chin 2008
Rezultaty Rajdu Chin (China Rally 2008), eliminacji Intercontinental Rally Challenge w 2008 roku, który odbył się w dniach 5 grudnia - 7 grudnia. Była to dziesiąta i ostatnia runda IRC w tamtym roku oraz czwarta szutrowa. Bazą rajdu było miasto Kanton. Zwycięzcami rajdu została fińska załoga Jarkko Miettinen i Mikko Lukka jadąca Mitsubishi Lancerem Evo IX. Wyprzedzili oni Nowozelandczyków Tony'ego Greena i Johna Allena w Subaru Impreza WRX STi oraz Chińczyków Liu Caodonga i Pan Hongyu w Mitsubishi Lancerze Evo IX. W klasyfikacji IRC Liu i Pan zajęli drugie miejsce, a na trzecim rajd ukończyli ich rodacy Xu Jun i Liu Shuang w Mitsubishi Lancerze Evo IX.

## Klasyfikacja ostateczna
| Miejsce                  | Zawodnik                 | Pilot                    | Samochód                 | Czas                     | Strata                   | Punkty                   |
| IRC (punktowane pozycje) | IRC (punktowane pozycje) | IRC (punktowane pozycje) | IRC (punktowane pozycje) | IRC (punktowane pozycje) | IRC (punktowane pozycje) | IRC (punktowane pozycje) |
| ------------------------ | ------------------------ | ------------------------ | ------------------------ | ------------------------ | ------------------------ | ------------------------ |
| 1.                       | Jarkko Miettinen         | Mikko Lukka              | Mitsubishi Lancer Evo IX | 2:00:23.9                |                          | 10                       |
| 2. (3.)                  | Liu Caodong              | Pan Hongyu               | Mitsubishi Lancer Evo IX | 2:06:05.8                | +5:41.9                  | 8                        |
| 3. (4.)                  | Xu Jun                   | Liu Shuang               | Mitsubishi Lancer Evo IX | 2:08:16.0                | +7:52.1                  | 6                        |
| 4. (6.)                  | Fan Fan                  | Fang Junwei              | Mitsubishi Lancer Evo IX | 2:08:44.9                | +8:21.0                  | 5                        |
| 5. (7.)                  | Ma Hanping               | Zhong Jianbing           | Mitsubishi Lancer Evo IX | 2:12:30.4                | +12:06.5                 | 4                        |
| 6. (8.)                  | Tan Zhuoyong             | Tu Riago                 | Mitsubishi Lancer Evo IX | 2:13:19.8                | +12:55.9                 | 3                        |
| 7. (9.)                  | Wu Jixiang               | Ke Zhengliang            | Mitsubishi Lancer Evo IX | 2:13:31.0                | +13:07.1                 | 2                        |
| 8. (11.)                 | Jan Jianrong             | Chen Xinjia              | Honda EK4 Civic SiR      | 2:24:12.3                | +23:48.4                 | 1                        |